# Zorita
Zorita település Spanyolországban, Cáceres tartományban. Zorita Abertura községgel határos. Lakosainak száma 1248 fő (2024).

## Népesség
A település népessége az elmúlt években az alábbi módon változott:
| Lakosok száma | 1970 | 1816 | 1768 | 1673 | 1642 | 1522 | 1446 | 1367 | 1324 | 1248 |
|               | 2001 | 2004 | 2006 | 2009 | 2011 | 2014 | 2016 | 2019 | 2021 | 2024 |